# Slobodan Samardžić
Slobodan Samardžić (in cirillico serbo Слободан Самарџић; Belgrado, 3 aprile 1953) è un politico serbo.
Dal maggio 2007 al luglio 2008 è stato Ministro per Kosovo e Metochia nel Governo della Serbia.